# Naïc
Le Naïc est un cours d'eau du Morbihan et du Finistère, affluent de la rive droite de l'Ellé. Il est long de 13,2 km. Il ne prend le nom de Naïc qu'à partir de la jonction des ruisseaux de Saint Antoine et de Toul Faro bien que le ruisseau de Saint Antoine soit considéré comme la branche mère.

## Étymologie
Cette rivière s'apparentant plus à un gros ruisseau s'appelait autrefois Staer Ehoc (en français : rivière des saumons). Le cours d'eau prend d'ailleurs sa source aux environs du village de Penehoc (de Pen : tête et Ehoc) et les seigneurs de Penehoc avaient pour armoiries « d'argent à trois hures (têtes) de saumon, coupées d'azur ». Par ailleurs, c'est toujours une rivière réputée pour les frayères à saumons.

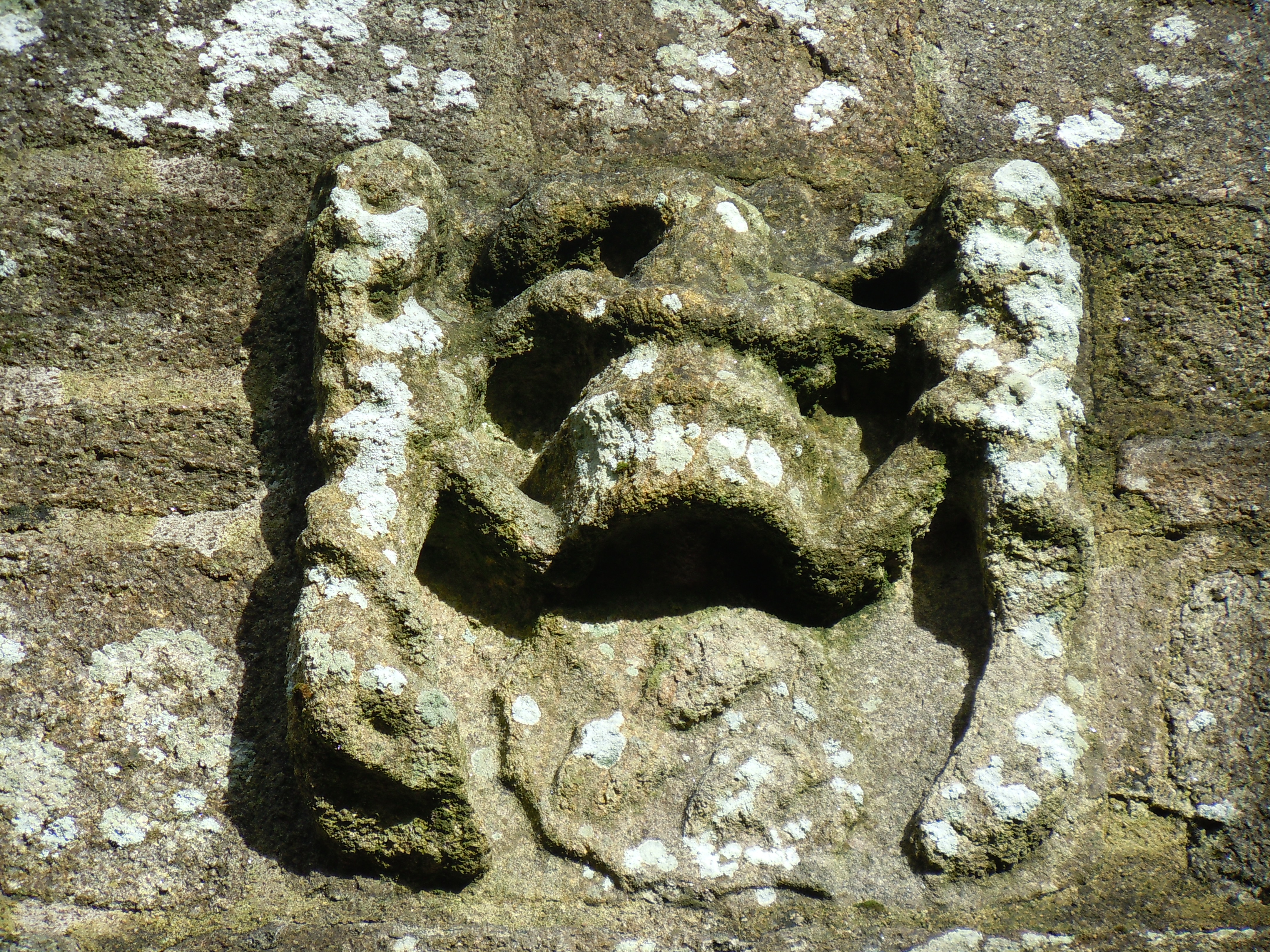
Blason des Toutenoultre seigneurs de Penehoc d'argent à trois hures de saumon, coupées d'azur, pignon ouest de la chapelle Saint-Antoine.

## Parcours
Le Naïc prend sa source sur la commune de Guiscriff, à une altitude d'environ 200 mètres, au lieu-dit Rest ar Cuz. Il coule dans un premier temps en direction du sud-sud-est, puis dans un second temps, au lieu-dit le moulin de la Trinité, il oblique brusquement vers l'est et son cours matérialise alors la limite entre les territoires des communes de Lanvénégen et de Querrien ainsi qu'entre les départements du Finistère et du Morbihan jusqu'à sa confluence avec l'Ellé. Sa pente moyenne est de 1,5 %. Son cours rapide passe de 130 mètres d'altitude à Keroual d'en Haut, à 83 mètres à Lescréant, à 72 mètres à Luhedec, à 62 mètres au moulin de Kerivarch pour se jeter dans l'Ellé à la cote 52. Plusieurs ponts routiers permettent son franchissement. D'amont en aval : le pont de la Trinité, Milin Pont et Pont Naïc.
| - Carte topographique montrant le cours du Naïc (tracé bleu foncé). |

## Géologie
Le Naïc franchit des terrains de différentes natures : granite et schiste.

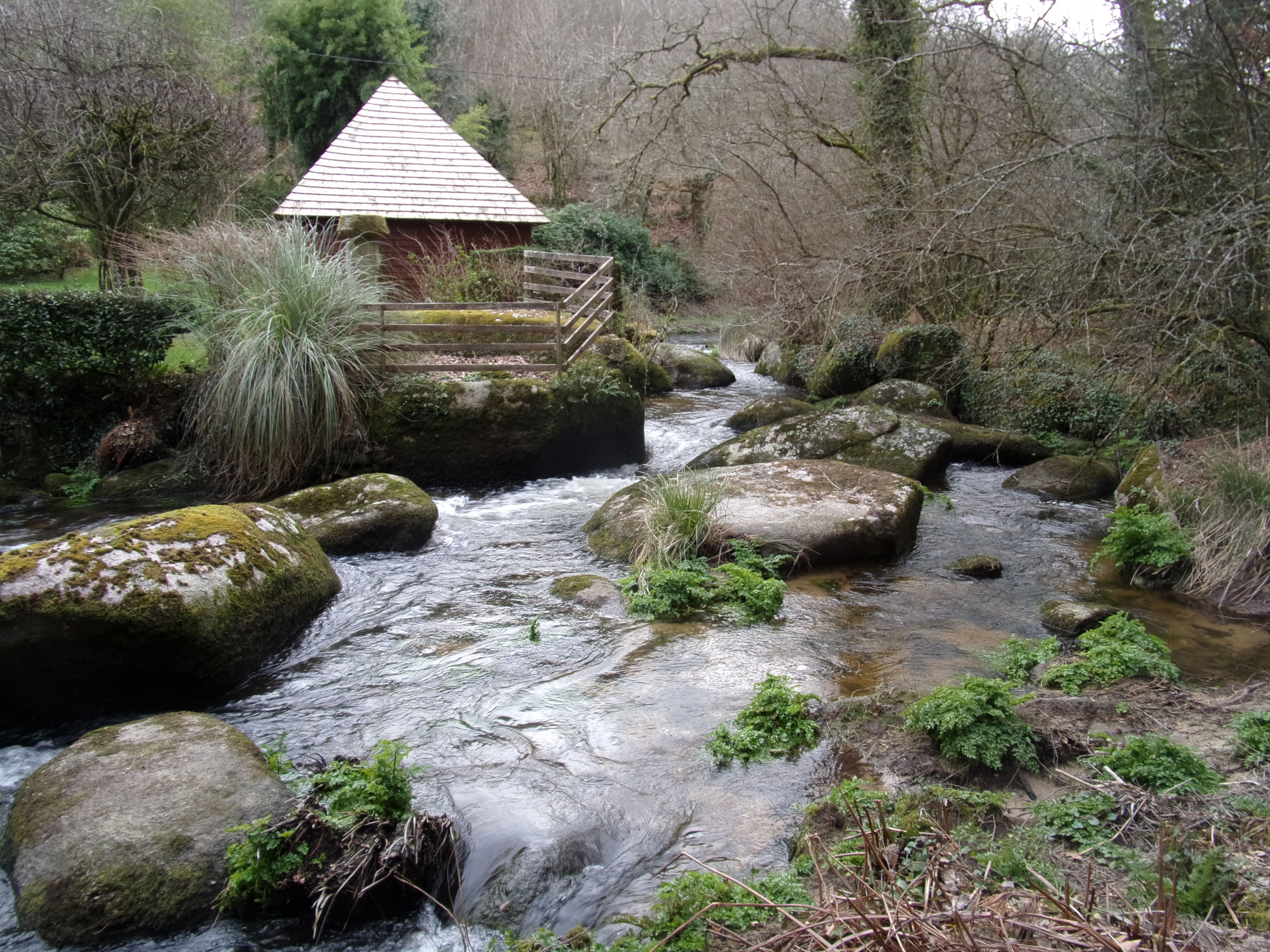
Le lit du Naïc est encombré de gros blocs de granite à Kerivarc'h.

## Affluents

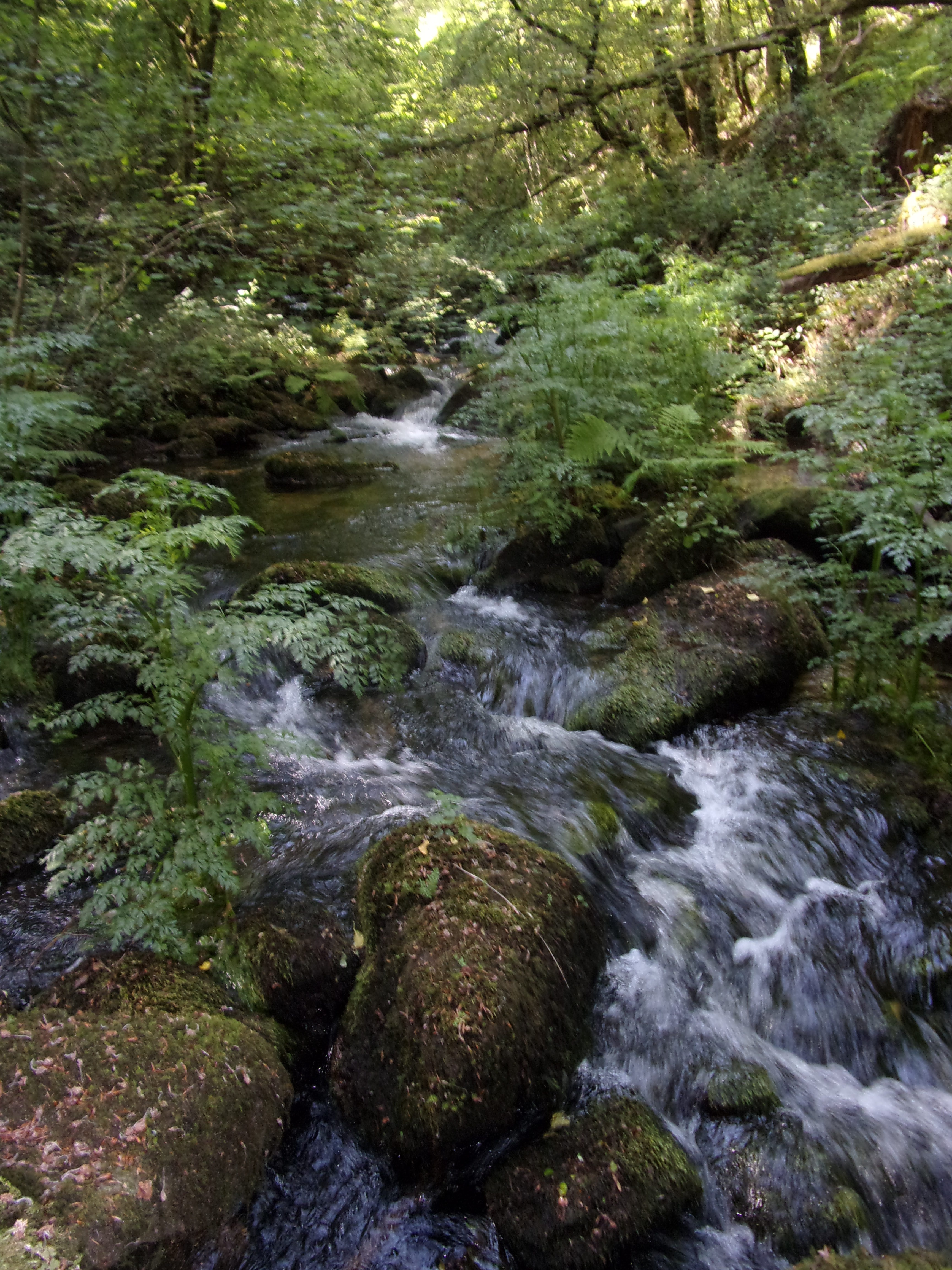
Le Naïc en contrebas du village de Stang Ludu s'apparente à un petit torrent.

Le SANDRE recense 7 affluents du Naïc d'une longueur égale ou supérieure à 1 km.
D'amont en aval :
- le ruisseau de Toulfaro,  long de 2,65 km
- le Naïc (bras secondaire), long de 2,72 km
- le ruisseau de La Clarté, long de 2,85 km
- le ruisseau de Penneven, long de 2,05 km
- le ruisseau de Restrenot, long de 2,17 km

## Anciens moulins
D'anciens moulins à eau qui ne sont plus en activité aujourd'hui après avoir produit pour certains d'entre-eux de l'électricité au siècle dernier jalonnent le cours du Naïc. En voici la liste avec entre parenthèses la plus ancienne mention écrite .
D'amont en aval :
- le moulin de la Trinité  (1426) : Ce moulin est peut-être le plus ancien édifice actuel de Lanvénégen. Il porte le nom d'une chapelle voisine. Les vassaux du seigneur de Quimerc'h venaient y moudre leur grain avant la révolution.
- le moulin de Lescréant (1594) : Ce moulin dépendait du manoir voisin de Lescréant. Il fut abandonné pendant plus de 75 ans au XVIIIe siècle. il a été reconstruit vers 1810.
- le moulin de Pont Lédan (1483) : Ce moulin, aujourd'hui disparu, était le moulin de la seigneurie de Pénéhoc, pour les vassaux de la trève de Lanvénégen. Le pont qui a donné son nom au moulin était entretenu par le seigneur de Pénéhoc qui y percevait un droit de coutume ou péage.
- le moulin de Luhédec (1440) : Ce moulin, aujourd'hui disparu, dépendait du manoir voisin de Luhédec.
- le moulin de Kerivarc'h (1571) : Ce moulin,  appelé anciennement moulin de Kerguiomarc'h, dépendait du manoir voisin de Kerivarc'h. Il a été appelé aussi parfois moulin du Combout du nom de la famille qui possédait le manoir de Kerivarc'h jusqu'en 1612. Il s'agit de l'unique moulin situé sur la rivière le Naïc à avoir conservé sa roue.

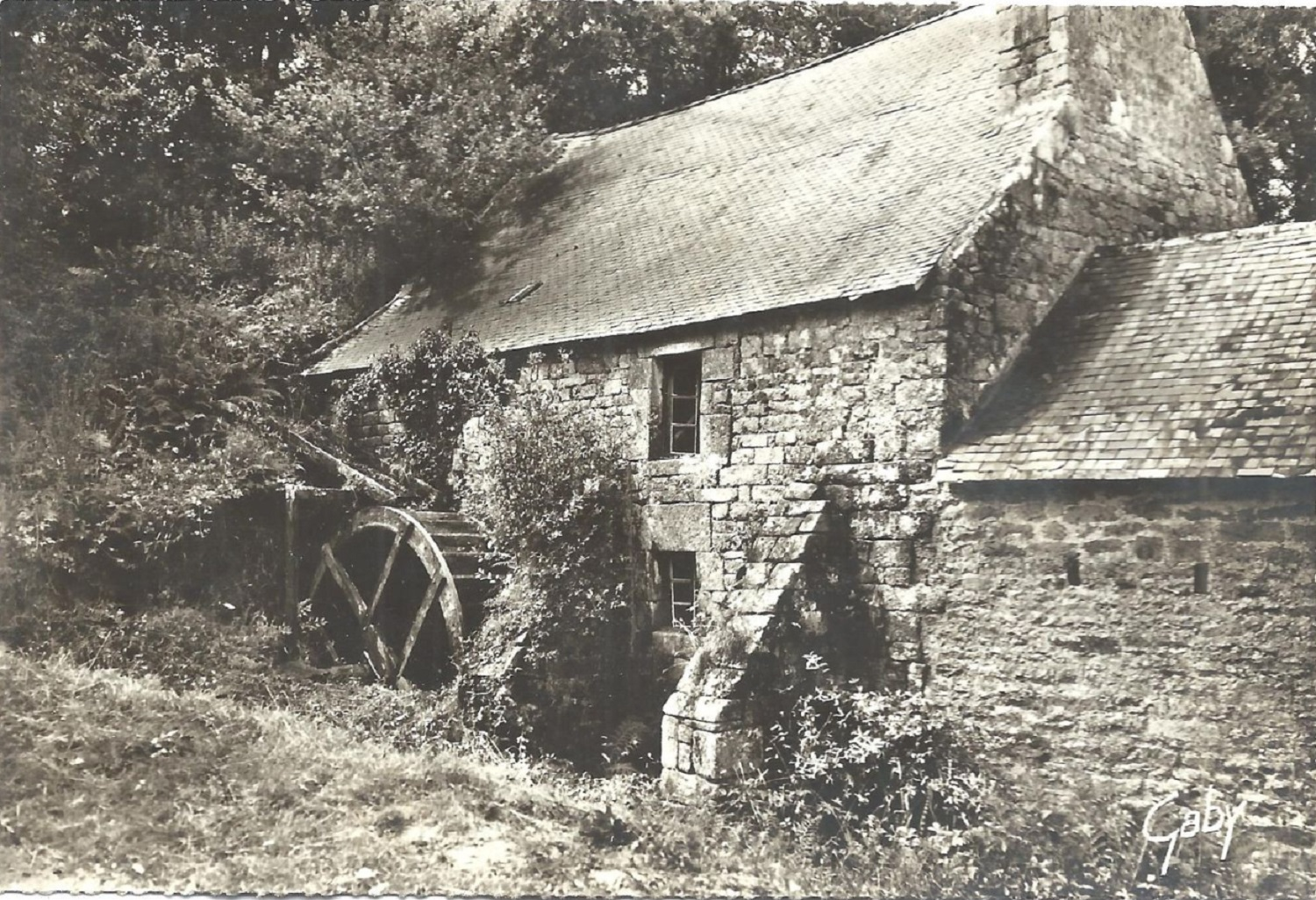
Le moulin de la Trinité vers 1950 était encore en activité.
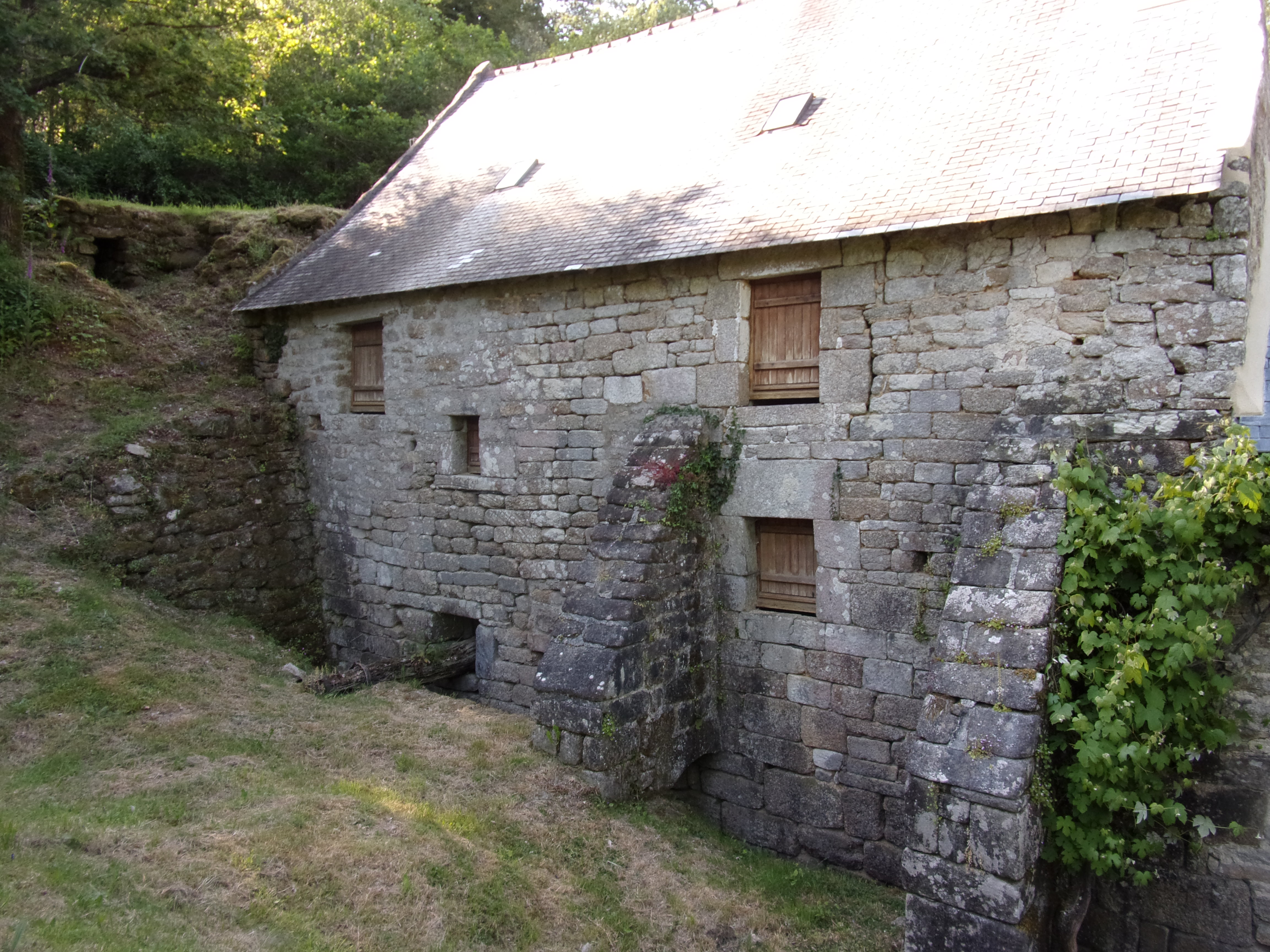
Moulin de La Trinité (XVe siècle).
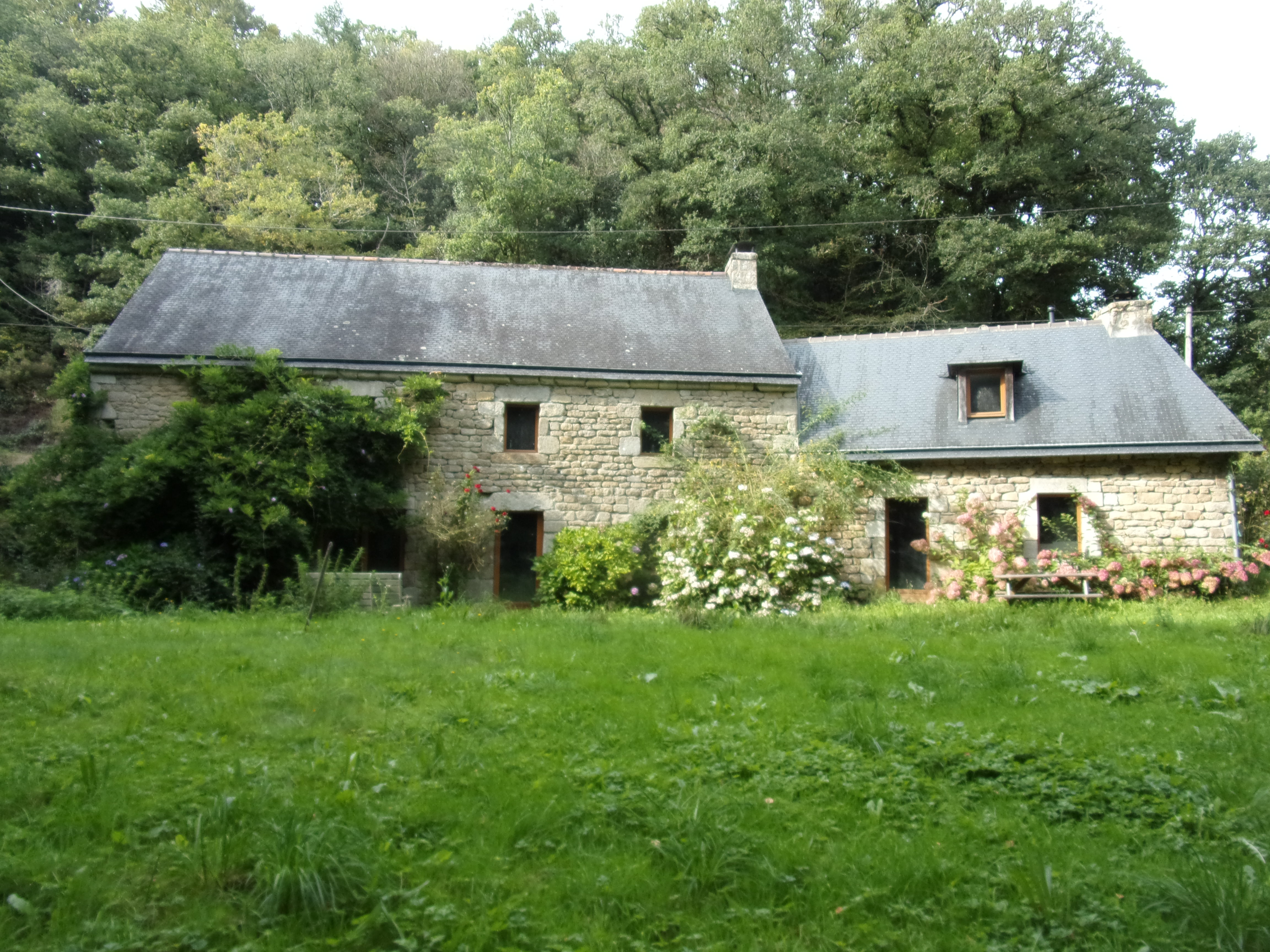
Moulin de Lescréant (XVIIIe siècle).
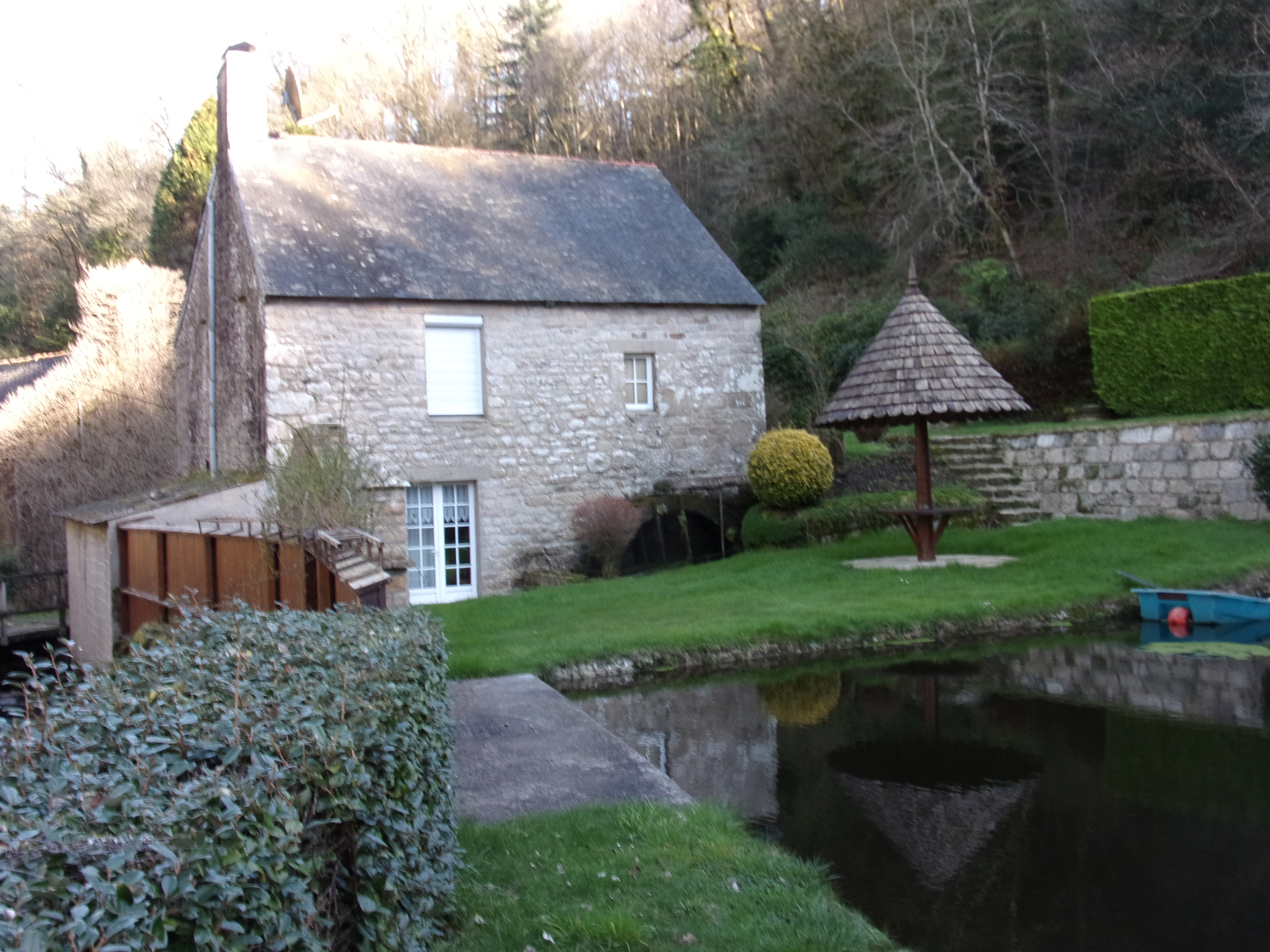
Le moulin à eau de Kerivarch a conservé sa roue.

## Environnement

### Faune
Le Naïc est classé sur toute sa longueur zone Natura 2000 en raison de la richesse de son biotope. La rivière abrite une riche faune piscicole constituée de poissons d'eau vive : la truite fario, le saumon atlantique, le  chabot, la lamproie marine et la lamproie de Planer. La partie aval abrite des frayères de lamproie marine. La loutre y est également présente.

### Pollutions
Le Naïc a été victime d'une grave pollution le 27 août 2020. Toute forme de vie aquatique, aussi bien les poissons que les insectes, a été anéantie sur près de 5 km entre Milin Pont et le moulin de Kerivarc'h. Un élevage porcin situé sur la commune de Lanvénégen a été mis en cause. 

## Galerie photo

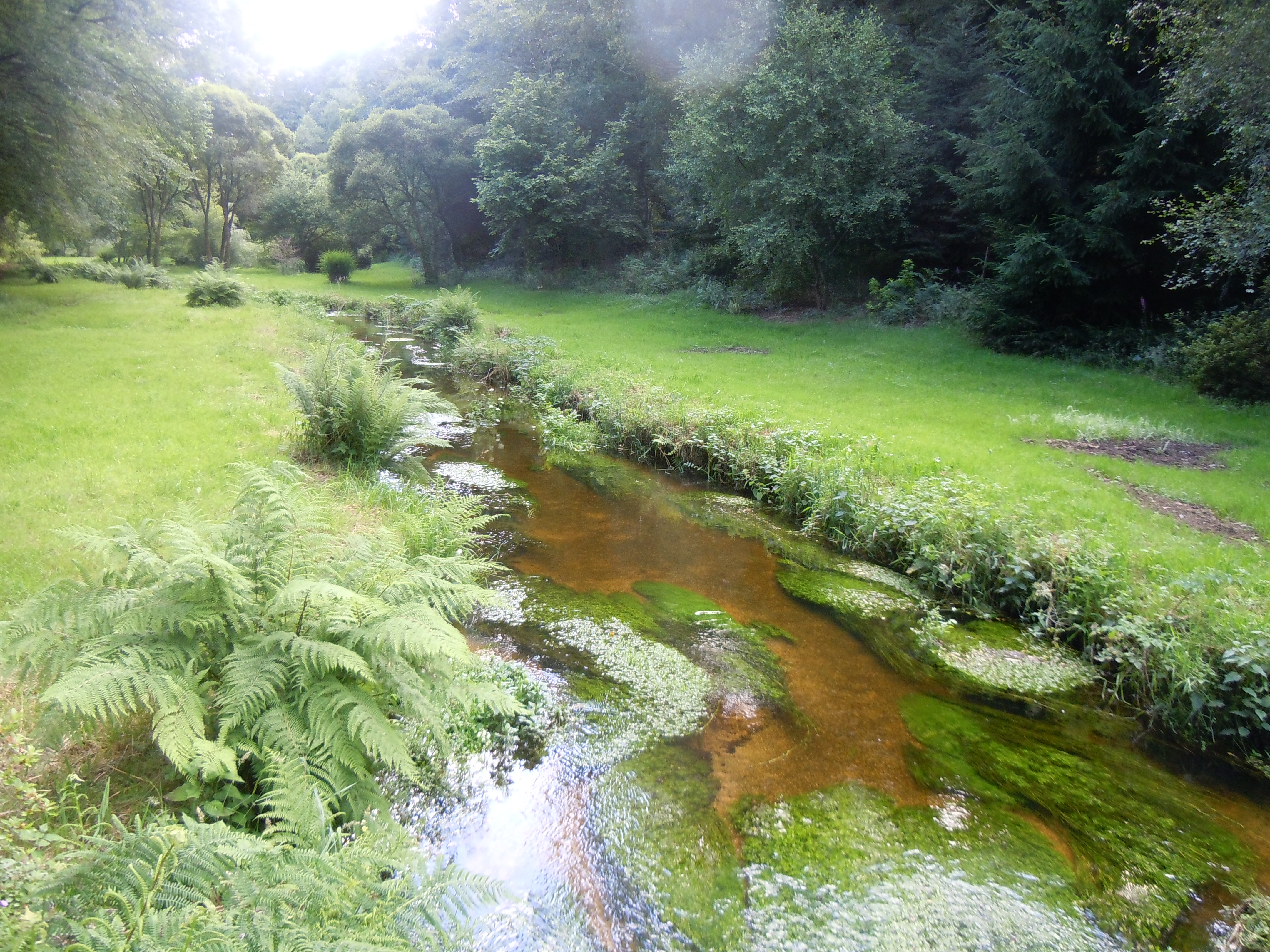
Le Naïc près du moulin de Lescréant coule au milieu d'une prairie humide.
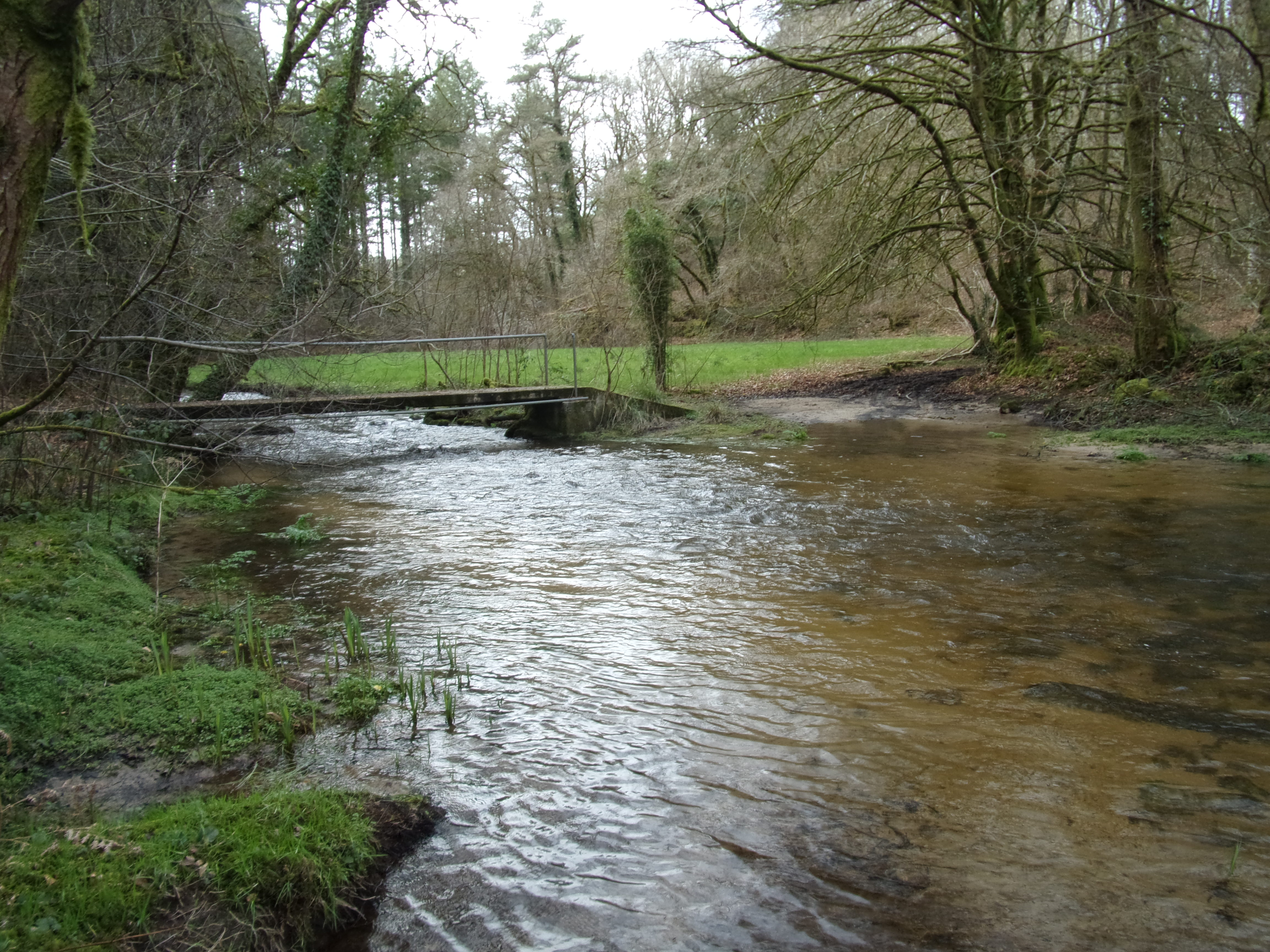
Passerelle permettant de traverser le Naïc en aval de Kerivarc'h.